# 이시카와 겐타로
이시카와 겐타로(일본어: 石川 健太郎, 1970년 2월 12일~)는 일본의 축구 선수이다.

## 구단 경력
1993년 재팬 풋볼 리그의 가시와 레이솔에 입단했다. 1994년 리그 24경게 출전, 재팬 풋볼 리그 준우승으로 J1리그로 승격했다. 1998년까지 58경기에 출전하여, 3득점을 넣었다. 1998년후 현역 은퇴.